# 維京音樂 (台灣)
香港商維京百代音樂事業股份有限公司台灣分公司，商業名稱為維京音樂（Virgin Music Chinese），由英國維京唱片母公司百代唱片集團授權姚謙於1998年在台灣成立，也是維京唱片在華人地區的第一家分公司，成立後陸續製作並發行江美琪、侯湘婷、蕭亞軒、黃立行、林憶蓮、吳克群、本多RuRu、戴愛玲、劉若英、孟庭葦等歌手的專輯。香港歌手楊千嬅也曾於2004年2月至2006年12月加盟金牌娛樂期間在香港維京旗下發行專輯。而中國大陸方面，維京音樂也曾於2004年5月在北京成立辦事處，並與演員趙薇簽下唱片合約。
2004年，維京音樂旗下指標性歌手蕭亞軒約滿不續約，並於隔年3月轉至華納唱片，總經理姚謙也於2005年8月離職。2006年4月，台灣維京音樂再度縮減規模，總經理王培榮因個人生涯規劃離職返回韓國，旗下八名員工被併入百代唱片另一品牌Capitol唱片。
2008年，台灣科藝百代最後一次啟用維京品牌，發行蕭亞軒回歸老東家後的專輯《3面夏娃》。隨後在同年8月百代唱片集團撤出大中華區，重啟後的金牌大風再無啟用維京品牌。

## 已解約歌手
- 江美琪（→種子音樂→星娛音樂→索尼音樂娛樂→華納音樂）
- 侯湘婷
- 蕭亞軒（→華納音樂→金牌大風→索尼音樂娛樂→環球音樂→華納音樂）
- 霍經倫
- 黃立行（→Capitol唱片→華納音樂）
- 林憶蓮（→環球唱片）
- 吳克群（→種子音樂→索尼音樂娛樂→華納音樂→何樂音樂）
- 本多RuRu（→亞神音樂）
- 陳予新（→大國大熊星娛樂→米樂士娛樂）
- 戴愛玲（→索尼音樂娛樂→華納音樂）
- 劉若英（→大國大熊星娛樂→亞神音樂→相信音樂）
- 孟庭葦（→大國大熊星娛樂→典選音樂→豐華唱片）
- 余荃斌（→大國大熊星娛樂→亞神音樂）
- 川島茉樹代（→愛貝克思）
- 趙薇（→MBOX）
- 孙嫣然
- 葉樹茵
- 李崗霖（→滾石唱片）
- 張棟樑（→華納音樂→種子音樂→環球音樂→紅豆娛樂）